# ギャラクシー・クエスト
『ギャラクシー・クエスト』（Galaxy Quest）は、1999年公開のディーン・パリソット監督によるアメリカ映画、及び作中で登場する架空のテレビ番組。2000年度ヒューゴー賞獲得。ドリームワークス作品。

## 概要
『スタートレック』へのオマージュ満載のパロディ映画。
宇宙の英雄である『エンタープライズ号』ならぬ『プロテクター号』乗組員を演じる売れない俳優が、実際の宇宙戦争に巻き込まれる二重構造に、現実の『スタートレック』を絡ませた三重構造の形を取っている。前半ではSFシリーズと熱狂的なファンのパスティーシュで、冷静にファンダムの在り様を描いている。批判的にも見えるシーンは中盤からスペース・オペラ活劇になだれ込む。
実際の『スタートレック』の俳優や役に重なる部分は多々あり、ウィリアム・シャトナー演じるカーク船長のブリッジでの座り方から、お馴染みのセリフを言うなどのテレビシリーズの場面に始まり、舞台で高い評価を受けている俳優をキャスティングするなど多岐に渡る。トレッキー（ファンの総称。または軽率な行動もとるファン） / トレッカー（ファン同士の交流を含めた積極的で節度ある行動をとるファン）に対するクエスティー / クエスタリアンの区別がしっかりとされている。実際の『スタートレック』ではエンタープライズ号の設計図や機構図が販売されており、本映画の中でクエスタリアンの助けで船内の構造を知る場面などがあり、上手く事象を取りこんでいる。
同じような作品に『サボテン・ブラザース』がある。こちらは無声映画を観た女性が記録映画と勘違いし、町を救ってくれと落ちぶれた俳優に会いにゆくというもの。
なお、本作のメインテーマが日本テレビ系『エンタの神様』テーマ曲として使用されている。

## ストーリー
1979年から4年間放送された、宇宙探査局の活躍を描いた伝説的人気SF・テレビシリーズ『ギャラクシー・クエスト』。放送終了から20年経った今も人気は衰えず、ファンダムのイベントが行われるコンベンション会場は熱狂的なファン「クエスタリアン」で満員だった。『ギャラクシー・クエスト』以降、あまりぱっとしないキャスト達は、ファンへのサイン会やイベントを糧にして俳優生活を送っていた。
そんなある日、『ギャラクシー・クエスト』のイベント会場に、グレーのボディースーツを着た変わった4人組が現れた。彼らは実は宇宙人サーミアンで、悪者宇宙人サリスとの戦争を打開するため、NSEAプロテクター号タガート艦長に助けを求めに来たのだった。だが、タガート役のジェイソンはプロモーターの出演依頼と勘違いし、彼らのリムジンに乗り込む。
二日酔いのジェイソンが目覚めたのは宇宙船の中だった。「嘘」の概念が無いサーミアンは、テレビ番組『ギャラクシー・クエスト』の電波を自星で受信し、架空のドラマだとは思わずに歴史ドキュメンタリーと信じて見ていたのだった。サーミアンは番組の愛と正義と勇気と信頼の世界を手本に自分たちの文明を建て直し、宇宙船プロテクター号さえも完全に再現していた。
地球に戻ったジェイソンは『ギャラクシー・クエスト』のメンバー達に体験を話すが相手にされない。そこへサーミアンが再び助けを求め現れ、ジェイソンはメンバー達を一緒に行こうと誘う。メンバー達は最初帰ろうとするが、せっかくジェイソンが持って来た仕事だからと付いて行くことにする。本物の宇宙船で宇宙戦争をすることになるとも知らず。

## 登場人物

### 『ギャラクシー・クエスト』の出演者
（）内はテレビシリーズ『ギャラクシー・クエスト』での役名
ジェイソン・ネズミス（ピーター・クインシー・タガート艦長）
NSEAプロテクター号の艦長。『ギャラクシー・クエスト』では勇敢かつ仲間思いな性格で乗組員から厚い信頼を得ているが、現実ではいい加減な性格でイベントに遅刻したり勝手に一人で仕事したりするため、メンバーから信頼されていない。
グエン・デマルコ（タウニー・マディソン少佐）
プロテクター号の紅一点。任務はコンピューターの指示を復唱するだけという自分の役柄にうんざりしている。またインタビューでも自身のバストのことばかり聞かれていることにもうんざりしている。
アレクサンダー・デーン（ドクター・ラザラス）
プロテクター号の医師でトカゲ頭のエイリアン。かつてはリチャード3世を演じたイギリスの名優であり、今でも当時の栄光を忘れられないでいる。ラザラスには「グラブザーのハンマーにかけて…」（戸田奈津子訳の字幕版では「トカゲ・ヘッドにかけて…」）という決め台詞があるが、デーンはこの台詞をひどく嫌っている。何故か普段からトカゲ頭の特殊メイクをしている。プライドが高く気難しい性格でジェイソンとは不仲であり、皮肉や嫌味をよく言っている。
フレッド・クワン（技術主任チェン）
プロテクター号の転送装置を操る東洋人。ただし、フレッドは白人である。フレッドはかなり変わった感覚の持ち主であり、初めて宇宙船に転送された時も動揺しなかった。
トミー・ウエバー（ラレド大尉）
プロテクター号を自由自在に操る子供の操縦士。現在ではすっかり大人になっている。
ガイ・フリーグマン（乗組員6）
第81話で溶岩モンスターに殺される端役。現在は『ギャラクシー・クエスト』のイベントMCを務めているが、内心ではプロテクター号のメンバーになりたいと思っている。

### 宇宙人
マセザー
嘘という概念の無い宇宙人サーミアンのリーダー。『ギャラクシー・クエスト』を真実の話だと思い込み、助けを求めて地球へやってくる。
サリス
悪の宇宙人。部下を率いてサーミアンを滅ぼさんとする。
クエレック
ドクター・ラザラスを尊敬しているサーミアンの青年。死の間際にドクター・ラザラスに父親の様に想っていたと言い残し息を引き取った。
ラリアリ
女性のサーミアン。紅一点である。
テッブ
サーミアン。

### その他
ブランドン
『ギャラクシー・クエスト』の熱狂的なファンの少年。
カイル、ケイトリン、ホリスター
ブランドンの友人たち。彼同様に『ギャラクシー・クエスト』の熱狂的ファン。

## キャスト
※括弧内は日本語吹替
- ジェイソン・ネズミス / ピーター・クインシー・タガート艦長 - ティム・アレン（鈴置洋孝）
- グエン・デマルコ / タウニー・マディソン少佐 - シガニー・ウィーバー（小山茉美）
- アレクサンダー・デーン / ドクター・ラザラス - アラン・リックマン（石塚運昇）
- フレッド・クワン / 技術主任チェン - トニー・シャルーブ（巻島康一）
- ガイ・フリーグマン / プロテクター号乗員 - サム・ロックウェル（山路和弘）
- トミー・ウエバー / ラレド大尉 - ダリル・ミッチェル（英語版）（落合弘治）
- マセザー - エンリコ・コラントーニ（伊藤栄次）
- サリス - ロビン・サックス（谷昌樹）
- クエレック - パトリック・ブリーン（英語版）（遠近孝一）
- ラリアリ / ジェイン・ドウ - ミッシー・パイル（岡のりこ）
- テッブ - ジェド・リース（英語版）
- ブランドン - ジャスティン・ロング（阪口大助）
- カイル - ジェレミー・ハワード（英語版）（村上陽）
- ケイトリン - ケイトリン・カラム
- ホリスター - ジョナサン・フェイヤー
- 少年時代のトミー - コービン・ブルー
- ランク - レイン・ウィルソン

## 評価
レビュー・アグリゲーターのRotten Tomatoesでは126件のレビューで支持率は90%、平均点は7.30/10となった。Metacriticでは28件のレビューを基に加重平均値が70/100となった。